# ژرار شالیان
ژرار شالیان (ارمنی: Ժերար Շալյան; فرانسوی: Gérard Chaliand‎؛ زادهٔ ۱۵ فوریهٔ ۱۹۳۴) کارشناس ژئوپلیتیک ارمنی‌تبار اهل فرانسه که به‌طور گسترده آثار دربارهٔ جنگ‌های نامنظم و استراتژی نظامی به چاپ رسانده‌است.

## زندگی‌نامه
وی از والدین ارمنی در ۱۵ فوریهٔ ۱۹۳۴ در ایتربیئک بروکسل به دنیا آمد و در پاریس بزرگ شد. از دانشگاه پاریس فارغ‌التحصیل شد. وی همچنین در موسسات استراتژیک در واشینگتن دی سی، لندن، کانبرا، پکن، مادرید و توکیو سخنرانی نموده‌است. وی در بین سال‌های ۱۹۸۰ تا ۱۹۸۷ در en:École nationale d'administration و در بین سال‌های ۱۹۹۰ تا ۱۹۹۵ در کالج جنگ (Ecole de Guerre) تدریس نمود. وی بین سال‌های ۱۹۹۷ تا ۲۰۰۰ مدیر بنیاد تحقیقات استراتژیک مستقر در پاریس تحت عنوان «مرکز مطالعات مناقشات اروپایی» "European Centre for the Studies of Conflicts" بود. وی "Minority Rights Group" را در فرانسه بنیانگذاری نمود و ریاست آن را بین سال‌های ۱۹۷۸ تا ۱۹۸۷ برعهده داشت.